# Post Human: Survival Horror
Post Human: Survival Horror (estilizado em maiúsculas) é o segundo EP da banda britânica de rock Bring Me the Horizon, lançado em 30 de outubro de 2020. Foi precedido por quatro singles: "Parasite Eve", "Obey", "Teardrops" e "Ludens", o último sendo lançado para a trilha sonora de Death Stranding em novembro de 2019. O EP foi produzido pelo vocalista Oliver Sykes e pelo tecladista Jordan Fish, com produção adicional do compositor Mick Gordon. Post Human: Survival Horror recebeu críticas geralmente positivas dos críticos profissionais, com alguns considerando-o um retorno ao som mais pesado que a banda possuia no seu ínicio. O lançamento conta com várias colaborações, as quais são com: Nova Twins, Yungblud, Babymetal e Amy Lee. É o primeiro de uma série de quatro projetos a serem lançados pela banda sob o nome Post Human.

## Visão geral e gravação
Em 20 de março de 2020, a banda anunciou que estava em um estúdio caseiro, escrevendo e gravando material para seu oitavo disco que deveria ser um extended play (EP), com parte dela sendo co-produzida pelo compositor de videogame Mick Gordon. Depois de jogar o videogame Doom Eternal durante a quarentena por conta do COVID-19 e ser inspirado pela trilha sonora de Gordon para o jogo, o vocalista Oliver Sykes contatou Gordon para ajudar a produzir a música "Parasite Eve" e o álbum como um todo. Em agosto de 2020, o tecladista da banda Jordan Fish brincou que a banda estava planejando lançar uma série de lançamentos. Falando sobre os lançamentos, Fish afirmou:
"Quando chegarmos nos outros EPs, teremos a chance de talvez aproximar outras pessoas que são um pouco mais esquerdistas ou um pouco mais fora da caixa para nossa banda."
O vocalista da banda, Sykes, também afirmou que eles estariam lançando quatro EPs sob o nome "Post Human", declarando:
"Cada um deles será totalmente diferente, com seu próprio som e humor", disse. "Isso é uma coisa nós realmente nunca fizemos. Muitas vezes houve um tema abrangente em nossas gravações, porém a música sempre pareceu uma colagem. Isso é legal e eu gosto, mas às vezes você quer uma trilha sonora para uma determinada ocasião e emoção."
Em 2 de novembro de 2020, Fish explicou em uma entrevista que errou na terminologia do disco, pois não era a intenção terminar com 9 faixas, revelando:
"Não pensei que seriam nove faixas. Eu acredito que com EP, nós provavelmente usamos a terminologia errada em primeiro lugar, não acho que devíamos talvez ter dito EP..."
Também enquanto Sykes estava em quarentena em 2020, ele afirmou que frequentemente ouvia a dupla de rock Nova Twins. As membras Amy Love e Georgia South também entraram em quarentena separadamente após o cancelamento de seus programas em março de 2020. Algum tempo depois, a dupla foi contatada por Jason Aalon Butler - dono do selo 333 Wreckords dos Nova Twins - que lhes disse que Sykes e Fish queriam conversar com elas. No dia seguinte, Sykes enviou uma mensagem para elas no Instagram Instagram e enviou uma versão inacabada de "1x1". Como Sykes precisava que a faixa fosse concluída na semana, Nova Twins gravou e retornou suas partes em dois dias, com South adicionando "alguns ruídos de baixo estranhos ali".

## Composição

### Letras e temas
Sykes afirmou que as canções foram escritas para lidar com a pandemia de COVID-19. Em uma entrevista à NME, Sykes disse que "1x1" foi escrito sobre "a culpa que nós, como sociedade, carregamos pelo que fizemos a outras espécies, etnias e outros gêneros", ao mesmo tempo que se inspirava em sua história e lutas passadas com o vício em drogas.

### Influências e estilo
Os gêneros do álbum foram descritos como metal alternativo, metalcore, rock eletrônico, nu metal, metal industrial, hard rock, electronica, EDM, e trancecore. O álbum é culturalmente citado como tendo um papel significativo na solidificação do movimento emergente de revival do nu metal do final dos anos 2010 dentro da cena musical alternativa. Wall of Sound observou "riffs inspirados no "thrash metal" na música "Dear Diary". Eles também compararam a música "Teardrops" ao Linkin Park e consideraram a faixa nu metal. De acordo com o The Independent, a canção "Kingslayer" "emprega thrash e screamo para uma rave de pesadelo..." Ela apresenta a banda de metal japonesa Babymetal. Durante uma entrevista, Fish e Lee Malia revelaram que Babymetal gravou originalmente suas partes em inglês antes de Sykes lhes pedir para regravar em japonês.

## Promoção e lançamento
Em 6 de novembro de 2019, a banda lançou uma nova música intitulada "Ludens". Foi lançado como parte da trilha sonora de Death Stranding, junto com a notícia de que o grupo não planeja lançar um álbum novamente e, ao invés disso, pretende lançar apenas EPs no futuro. Em 25 de junho de 2020, a banda lançou o primeiro single "Parasite Eve" junto com seu videoclipe. Esperava-se que fosse lançado em 10 de junho de 2020, mas devido aos Protestos antirracistas nos Estados Unidos em 2020 e ao movimento Black Lives Matter, a canção foi adiada para 25 de junho. No mesmo dia, a banda também anunciou um novo projeto no qual eles estão trabalhando, intitulado Post Human, no qual eles disseram que seriam quatro EPs lançados ao longo do próximo ano que, quando combinados, formariam um álbum.
Em 2 de setembro, a banda em colaboração com o cantor inglês Yungblud lançou um novo single colaborativo "Obey" e seu videoclipe. Em 14 de outubro, a banda anunciou oficialmente através da mídia social que Post Human: Survival Horror estava programado para ser lançado em 30 de outubro de 2020. A banda anunciou uma turnê em 2021 no Reino Unido em apoio ao lançamento. Em 22 de outubro, uma semana antes da data de lançamento, o terceiro single "Teardrops" foi lançado junto com um videoclipe.

## Faixas
| N.º            | Título                                                                                                  | Duração |  |
| 1.             | "Dear Diary,"                                                                                           | 2:44    |  |
| 2.             | "Parasite Eve"                                                                                          | 4:51    |  |
| 3.             | "Teardrops"                                                                                             | 3:35    |  |
| 4.             | "Obey" (com Yungblud)                                                                                   | 3:40    |  |
| 5.             | "Itch for the Cure (When Will We Be Free?)"                                                             | 1:26    |  |
| 6.             | "Kingslayer" (com Babymetal)                                                                            | 3:38    |  |
| 7.             | "1x1" (com Nova Twins)                                                                                  | 3:29    |  |
| 8.             | "Ludens"                                                                                                | 4:40    |  |
| 9.             | "One Day the Only Butterflies Left Will Be in Your Chest as You March Towards Your Death" (com Amy Lee) | 4:03    |  |
| Duração total: | Duração total:                                                                                          | 32:10   |  |

## Créditos
Os créditos foram adaptados do encarte de Post Human: Survival Horror.
Bring Me the Horizon
- Oliver Sykes - vocais principais, produção (todas as faixas), engenharia (1–7, 9)
- Lee Malia - guitarra (1–8)
- Jordan Fish - programação, produção (todas as faixas), backing vocals (1–7, 9), piano (9), engenharia (1–7, 9), engenharia vocal (8)
- Matthew Kean - baixo (1–8)
- Matthew Nicholls - bateria (1–8)

## Desempenho nas paradas
| Parada (2020–21)                        | Posição de pico |
| --------------------------------------- | --------------- |
| Australian Albums (ARIA)                | 3               |
| Áustria (Ö3 Austria Top 40)             | 7               |
| Bélgica (Ultratop Flandres)             | 18              |
| Bélgica (Ultratop Valônia)              | 64              |
| Canadá (Billboard)                      | 31              |
| Países Baixos (Dutch Charts)            | 41              |
| Finlândia (Suomen virallinen lista)     | 7               |
| França (SNEP)                           | 71              |
| Alemanha (Offizielle Deutsche Charts)   | 4               |
| Irlanda (IRMA)                          | 31              |
| Itália (FIMI)                           | 45              |
| Nova Zelândia (RMNZ)                    | 19              |
| Noruega (VG-lista)                      | 28              |
| Polónia (ZPAV)                          | 11              |
| Portugal (AFP)                          | 4               |
| Escócia (Official Scottish Albums)      | 1               |
| Espanha (PROMUSICAE)                    | 28              |
| Suécia (Sverigetopplistan)              | 28              |
| Suíça (Schweizer Hitparade)             | 6               |
| Reino Unido (Official Albums Chart)     | 1               |
| Estados Unidos (Billboard 200)          | 46              |
| Estados Unidos (Top Alternative Albums) | 4               |
| Estados Unidos (Top Hard Rock Albums)   | 3               |
| Estados Unidos (Top Rock Albums)        | 8               |